# كياثون صيني
كياثون صيني (الاسم العلمي: Cyathea chinensis) هو نوع من النباتات يتبع جنس الكياثون من الفصيلة الكياثونية. سمي هذا النوع نسبةً إلى الصين.